# Sambourg
Sambourg es una localidad y comuna francesa situada en la región de Borgoña, departamento de Yonne, en el distrito de Avallon y cantón de Ancy-le-Franc.

## Demografía
| 300 | 309 | 310 | 324 | 233 | 255 | 233 | 239 | 208 | 212 | 207 | 183 | 170 | 170 | 170 | 167 | 151 | 141 | 147 | 132 | 114 | 100 | 116 | 97 | 102 | 125 | 86 | 74 | 103 | 97 | 89 | 89 | 94 |
| Para los censos de 1962 a 1999 la población legal corresponde a la población sin duplicidades (Fuente: INSEE [Consultar]) |     |     |     |     |     |     |     |     |     |     |     |     |     |     |     |     |     |     |     |     |     |     |    |     |     |    |    |     |    |    |    |    |